# Stratégie de double circulation
La double circulation intérieure-internationale (chinois simplifié : 国内国际双循环 ; chinois traditionnel : 國內國際雙循環 ; pinyin : guónèi guójì shuāng xúnhuán) est une stratégie du gouvernement chinois visant à réorienter l'économie du pays en donnant la priorité à la consommation intérieure (« interne » ou « circulation intérieure »), en rendant l'économie plus autonome dans les secteurs clés, en réduisant la dépendance à l'égard des marchés étrangers, tout en restant ouvert au commerce et aux investissements internationaux (« externe » ou « circulation internationale »),,.
La politique économique de double circulation a été présentée pour la première fois le 14 mai 2020 par le Comité permanent du Politburo du Parti communiste chinois (PCC),, puis révisé par le secrétaire général du PCC, Xi Jinping, pour mettre l'accent sur la priorité à donner à la « circulation interne ». La double circulation consiste à rendre le marché intérieur moins dépendant des fluctuations et des chocs extérieurs tout en rendant l'économie du pays plus indispensable au monde extérieur.

## Histoire
Le prédécesseur intellectuel de la double circulation était la « grande circulation internationale », une stratégie de croissance économique par le biais d'une production orientée vers l'exportation, formulée par Wang Jian à l'époque de l'ancien dirigeant suprême Deng Xiaoping.
En 2020, la pandémie de COVID-19 a entraîné un ralentissement économique mondial et une baisse de la demande. En réponse à ces pressions, ainsi qu'à la guerre commerciale entre la Chine et les États-Unis et aux restrictions commerciales américaines à l'encontre de Huawei et d'autres entreprises chinoises, le gouvernement chinois a adopté une approche davantage axée sur le marché intérieur. Selon les Chinois, ces tendances à l'antimondialisation, au populisme et au protectionnisme dans les pays occidentaux signifient que la Chine doit développer ses marchés intérieurs et son autonomie économique,.
Le 14 mai 2020, le Comité permanent du Politburo du PCC a proposé un « nouveau programme de développement de l'avantage mutuel par la double circulation nationale et internationale ». Le 23 mai 2020, lors du 13e comité national de la Conférence consultative politique du peuple chinois, Xi Jinping a déclaré que le pays avait besoin d'un programme de développement qui « prenne le marché intérieur comme pilier tout en permettant aux marchés intérieurs et extérieurs de se renforcer mutuellement »,.
Dans un discours prononcé en octobre 2020 devant la Commission centrale des affaires financières et économiques du PCC, Xi Jinping a déclaré que « la Chine doit renforcer la dépendance des chaînes de production internationales à l'égard de la Chine, en mettant en place de puissantes contre-mesures et des capacités de dissuasion contre les étrangers qui interrompent artificiellement les approvisionnements ». La double circulation a été intégrée au quatorzième plan quinquennal pour la période 2021-2025, qui a été rédigé lors du cinquième plénum du 19e Comité central du PCC en octobre 2020. Le 4 novembre 2020, lors de son discours par vidéo à la cérémonie d'ouverture de la troisième Exposition internationale d'importation de la Chine, Xi a déclaré que cette politique « n'est pas une sorte de circulation intérieure fermée, mais plutôt une double circulation intérieure-internationale de plus en plus ouverte, non seulement pour répondre aux besoins de développement de la Chine, mais aussi pour bénéficier aux peuples de tous les pays ».
Xi déclare qu'il existe deux principes directeurs pour l'approche de l'engagement international de la Chine dans le cadre de sa stratégie de double circulation : 
- Le premier principe est que la Chine doit coopérer activement avec tous les pays et régions qui souhaitent coopérer avec elle afin de former un modèle de coopération diversifié.
- Le second principe est que plus la Chine s'ouvre au monde extérieur, plus elle doit également prêter attention à sa propre sécurité, se concentrer sur sa compétitivité et gérer l'ouverture pour atténuer les risques[15].

## Mise en place et effets
La stratégie de double circulation comporte deux volets.
- Premièrement, elle cherche à s'appuyer davantage sur les consommateurs chinois.

- Deuxièmement, elle cherche à innover davantage dans les technologies développées au niveau national et à réduire ainsi la dépendance de la Chine à l'égard des technologies occidentales[16].

La double circulation a permis de recalibrer la politique industrielle de la Chine en mettant l'accent sur une croissance dirigée par l'État et sur l'autosuffisance basée sur le marché intérieur chinois de 1,4 milliard de consommateurs, dont plus de 400 millions de consommateurs à revenu moyen. Afin de faciliter la stratégie en comblant les écarts technologiques, la Chine a consacré 2,5 % de son PIB à la recherche et au développement au cours du treizième plan quinquennal (2016-2020).
La double circulation est un élément clé du quatorzième plan quinquennal de la Chine (2021-2025). Les propositions de mise en œuvre de la politique comprennent le soutien du gouvernement aux entreprises technologiques nationales et la volonté d'attirer davantage d'investissements étrangers.

## Analyse
Selon Chris Buckley du New York Times, le plan de double circulation n'est pas très différent des efforts précédents du gouvernement chinois pour recentrer l'économie. Selon Chris Buckley du New York Times, la double circulation apparaît à certains comme un « reboot brillant » des efforts passés et « les dirigeants chinois ont promis depuis au moins 2006 de faire en sorte que les dépenses de consommation intérieure représentent une part plus importante de l'activité économique, en réduisant la dépendance à l'égard des exportations et de la construction d'infrastructures - avec un succès mitigé ». Le spécialiste Julian Gewirtz a suggéré que le slogan « double circulation » a été introduit pour « forcer la concentration, la mobilisation et l'établissement de priorités ».
Selon les analystes, la stratégie consisterait à soutenir les entreprises nationales et à réduire la dépendance de la Chine à l'égard des importations, notamment en matière d'énergie, de microprocesseurs et d'autres technologies de pointes. L'économiste Yu Yongding soutient la stratégie économique de la Chine en matière de double circulation, selon lui la raison initiale du développement de la double circulation était l'avantage économique que politique. À la suite de l'accent mis par le président des États-Unis Donald Trump sur la lutte économique entre les États-Unis et la Chine et du placement par le gouvernement américain d'entreprises chinoises sur la liste noire, le point de vue de Yu est que la double circulation est désormais également devenue une question de sécurité nationale. La Chine doit donc agir pour assurer sa sécurité alimentaire et énergétique. Pour contrer les efforts de découplage des États-Unis, le professeur Yu préconise une politique qu'il décrit à l'aide des métaphores des « roues de secours » et du « blocage du corps » (cette dernière métaphore étant tirée du sport de lutte. Les « roues de secours » peuvent inclure une variété de mesures politiques, telles que le soutien aux champions nationaux chinois de haute technologie ou des efforts à long terme pour encourager le développement de talents nationaux en ingénierie. Le « blocage du corps » implique que la Chine s'oppose aux efforts visant à l'isoler ou à la sanctionner en établissant activement des liens dans d'autres pays, y compris avec des entreprises américaines, dans l'espoir que ces activités de coopération développeront des groupes d'intérêt opposés à l'isolement de la Chine. Selon Oriana Skylar Mastro, « l'idée est que plus le monde est dépendant de la Chine, moins les pays seront enclins à rejoindre une coalition anti-chinoise ».
L'économiste Yao Yang a décrit cette politique comme une réponse à la détérioration des relations entre la Chine et les États-Unis, affirmant que « la Chine doit se préparer au pire scénario ».
La double circulation implique également le développement de la classe moyenne chinoise afin d'augmenter la consommation intérieure. L'économiste Michael Pettis a déclaré que ce plan nécessiterait un transfert de richesse du gouvernement vers les citoyens privés, ce qui ne serait pas facile. Selon le South China Morning Post, à la fin de l'année 2020, il n'était pas certain que la Chine soit prête à opérer des changements aussi profonds.
The Economist résume la stratégie comme suit : « maintenir la Chine ouverte sur le monde (la “grande circulation internationale”), tout en renforçant son propre marché (la “grande circulation intérieure”) ». Plus précisément, The Economist explique que la double circulation consiste à ouvrir davantage l'économie chinoise aux entreprises étrangères afin de les rendre dépendantes de la Chine, ce qui donnerait au gouvernement chinois une plus grande influence géopolitique.